# Beni Ouragh
 (avril 2025).
Améliorez-le ou discutez des points à vérifier. 
 (août 2023).
- Si vous ne connaissez pas le sujet, laissez ce bandeau (vous pouvez alors contacter les auteurs).
- Si vous supprimez le contenu mis en cause (vous pouvez préalablement contacter les auteurs),

argumentez précisément cette suppression dans la page de discussion
(un manque de référence n'est pas un argument ; une recherche réelle de référence doit avoir été effectuée, être formellement documentée).
Les Beni Ouragh (en arabe : بني وراغ, en berbère : ⴰⵢⵜ ⴰⵡⵕⴰⵖ , Ayt Uragh) sont une tribu d'origine berbère zénète Algérienne de l'Ouarsenis en Algérie, située précisément dans la région d'Ammi Moussa qui s'est élevée sur leur territoire à l'endroit nommé jadis Khamis. La tribu se compose de 23 âarch.

## Histoire
La tribu de Beni Ouragh est une très ancienne tribu berbère, l'histoire de la région remonte au Ve siècle durant le Royaume Berbère du Ouarsenis au Maghreb central (actuel Algérie), elle est composée de 23 âarch et se situe à l'Est et au Sud d'Ammi Moussa. D'après Ibn Khaldoun, la tribu est issue des premières ramifications berbères antiques, cousine des Touaregs, dont le véritable nom est celui de Houara, ancêtre éponyme de ces derniers et vraisemblablement frère d'Ouraghe « Homme jaune » en langue Berbère. Au début de la colonisation française, les « 23 âarch des Aït-Ouragh » firent une résistance énergique aux armées françaises et prirent une part active à la révolte de 1864 matée par le Général Émile Mellinet.
le Capitaine Ernest Carette, chef de bataillon du génie, évaluait leur nombre en 1842 à 19 200 individus. Ils sont répartis aujourd'hui sous différents noms dans la daira d'Ammi Moussa et d'autres fractions dépendent administrativement de plusieurs communes de compétence territoriale de trois wilayas (Relizane – Tissemsilt – Tiaret).

### La périodezianide
Au début du XIVe siècle, le sultan « Abou Hamou-Moussa Ier  El Ziani », de la dynastie des Zianides, a maté un soulèvement des tribus berbères, et avait également chassé de l'Ouarsenis un autre prince opposant , du nom de Mohammed Ibn Attia et, ce n’est qu’en 1314, qu’il a fondé la première agglomération, appelé « Ksar Hamou-Moussa », d’où le nom de la ville de Hamou-Moussa, qui est devenue plus tard Ammi Moussa, son appellation actuelle.
En contant les luttes entre les deux dynasties zianides et mérinides, Ibn Khaldoun parle de l’Ouarsenis comme d’une  « entité administrative »   à la tête de laquelle les deux dynasties nommaient gouverneurs des chefs de tribus qui l’habitaient. En 719 AH/1319, Omar Ibn Othman fut nommé « sultan du Ouarsenis » par Abû at-Tâchfîn et lui resta fidèle jusqu’à mourir en repoussant une attaque Mérinide contre Tlemcen.

### La période de laRégence d'Alger
Décadence : à la fin du XIVe siècle, le Royaume zianide de Tlemcen retrouva quelque importance avec Abou Hammou Moussa Ier, mais avec les premières années du XVe siècle commença la décadence du Royaume à sa tête le souverain Abû Abd llah V.
En 1511, les Zianides se soumettaient à la souveraineté des Espagnols établis à Oran, prise d'Oran par l'empire espagnol.
La dynastie zianide succomba elle-même aux Turcs, en 1555 dépendant du Beylik de l'Ouest, celui-ci n'y construisit guère, mais en laissa un élément ethnique important : les Kouloughlis qui se rangèrent du côté des Français.
au XVIe siècle, les tribus berbères amazigh des montagnes de l'Ouarsenis et de Dahra étaient autonome,.

### Avant1830et après

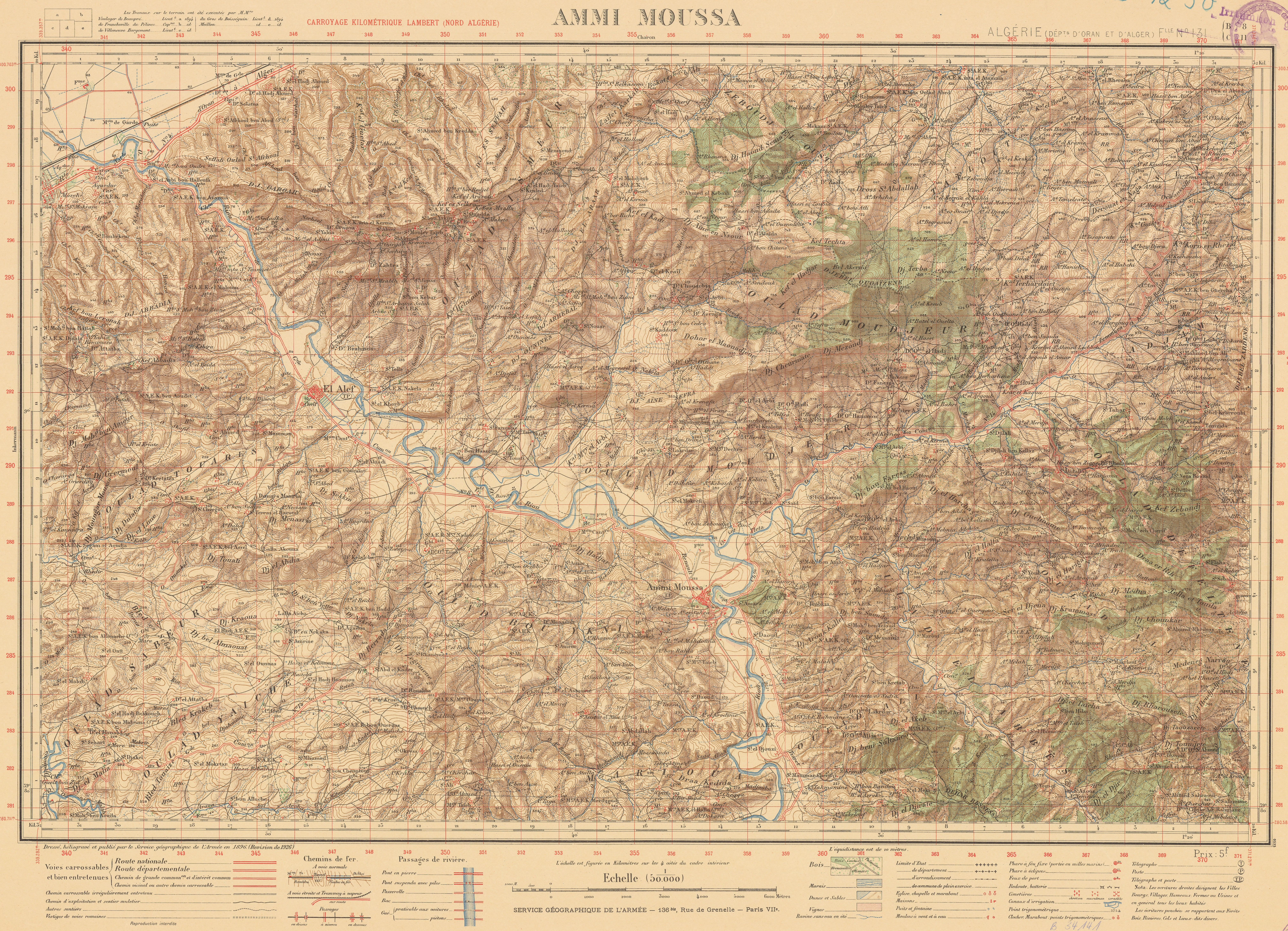
Carte géographique d'Ammi Moussa et sa région durant la colonisation française en 1896

Avant la colonisation française de 1830, les Beni Ouragh étaient gouvernés par leur chef chérifien, l'Agha Sidi (en) Mohammed Bel Hadj qui était issu en 1775 d'une famille noble (chérifienne) qui commandait depuis un temps fort reculé les Aït-Ouragh de son pays “Ouarsenis” (en berbère : Tamurt n Warsnis).
Le premier, Bel Hadj, chef tout-puissant d'une bande nomade de l'est, vint s'établir dans les Aït-Ouragh, les armes à la main, vers le huitième siècle de l'hégire (en 816 AH / 1413). Il sut non seulement s'y maintenir, mais il y assit solidement son influence, que nul ne chercha à contester sérieusement à ses descendants, sous les divers pouvoirs qui, de fait ou nominalement, dirigèrent le pays.
Un de ses descendants, ‘Addâ Ibn ‘Îssâ, fut le premier investi par les Turcs. Il fut nommé Cheikh des Marioua. Il eut pour successeur un de ses frères, El Hadj Mohammed, et, à la mort de celui-ci, le Bey Hassen donna à Mohammed Bel Hadj, petit-fils de ‘Addâ Ibn ‘Îssâ, le commandement de Marioua, en y ajoutant les deux tribus des Meknassas et des Matmatas.
Les Turcs, trop faibles, ménageaient beaucoup la famille Bel-Hadj et laissaient aux contrées qu'elle administrait toute leur autonomie.
Cette Prépondérance ne tarda pas à porter ombrage à l'Émir ‘Abd el-Qadr., dont l'influence avait succédé à celle des Turcs et qui ne trouvait pas un serviteur assez dévoué dans Mohammed Bel Hadj, de grandes difficultés surgirent entre ces deux personnalités. 
L'Émir ‘Abd el-Qadr réussit à faire Mohammed Bel Hadj prisonnier et l'envoya à sa deïra, d'où celui-ci parvint à s'échapper le jour de la prise de la smala par le duc d'Aumale, il revint immédiatement dans son pays le Ouarsenis au milieu des siens les Aït-Ouragh et reconquit facilement toute son autorité sur eux.
Lors de sa capturation par l'Émir ‘Abd el-Qadr la veille de la prise de la smala il devait être étranglé par ordre de l'Émir, mais l'Agha de l'infanterie régulière, dans la tente duquel il s'était réfugié avait pris sur lui de retarder son exécution.
C'est dans cette position que le trouva le général Bugeaud lorsqu'il pénétra dans la vallée du Rhiou en 1842 : (cité dans le rapport du Gouverneur général d'Algérie , à la suite de l'expédition de l'Ouarsenis, comme s'étant particulièrement distingué le 7 décembre 1842 à Qhedal et le 10 décembre 1842 dans un combat contre les Aït-Ouragh et les troupes régulières de l'Émir ‘Abd el-Qadr)  ; Mohammed Bel Hadj combat les troupes coloniales et envahisseurs Françaises du Général Bugeaud de manière frénétique et diligente, et deux de ses frères périrent dans les engagements que les Beni Ouragh soutinrent contre les troupes coloniales Françaises. 
L'avantage étant resté à ces dernières, malgré les difficultés naturelles que présente ce pays montagneux, Mohammed Bel Hadj vint faire sa soumission; il reçut le titre d'Agha et le commandement des huit tribus qui composent lesBeni Ouragh proprement dits. Depuis cette époque, sa fidélité à notre cause ne s'est pas démentie un seul instant. Plus tard, en 1853, afin de récompenser par une position plus considérable les services qu'il nous avait rendus et qui avaient beaucoup contribué à maintenir dans le devoir une population nombreuse et autrefois très remuante, Mohammed Bel Hadj fut nommé le chef d'un aghalik administratif qui comprenait, en outre des Aït-Ouragh, les tribus des Beni Tighrin, des Keraïch et des Hallouya, du cercle d'Ammi Moussa, chez les Beni Ouragh, on n'y fait le commerce de résine, de térébenthine, de goudron et de bois de construction.
Mais bientôt le grand âge de l'Agha et ses infirmités ne lui permirent plus d'exercer aussi effectivement son action. Cependant, si l'autorité du vieux Mohammed Bel Hadj, qui avait déjà quatre-vingt-dix ans au moment de l'insurrection de 1864, fut un jour en partie méconnue, si sa voix fut impuissante à maintenir dans le devoir tous les Beni Ouragh à cette heure d'effervescence religieuse, il faut convenir que son attitude ferme n'a pas peu contribué à ôter à la lutte le caractère de durée qu'elle paraissait annoncer dès le début. 
Obéissant à sa volonté formelle, ses fils purent rallier un certain nombre de cavaliers fidèles qui soutinrent courageusement notre cause, et c'est en tentant un héroïque effort contre des masses insurgées qu'un de ses fils, El-Hadj Mohammed ben Aïssa, fut tué par les rebelles devant Ammi Moussa. Dans la même affaire, un autre de ses fils, Séïaf, reçut deux blessures. Mohammed Bel Hadj était aveugle depuis 1863. C'est à cette époque que remontent les derniers services que son état de santé le laissa en mesure de nous rendre. Depuis ce moment il vécut sans prendre aucune part directe aux affaires, mais entouré d'une légitime considération. Il est mort le 21 janvier 1868 à l'âge de cent trois ans (103 ans), officier de la Légion d'honneur du 2 juin 1865.

## Origine
la grande tribu des « Beni Ouragh» ( en  Berbère : « Ath Uragh » ) est une population autochtone d'origine berbères amazigh de la branche des Zénètes dont les descendants sont les Matmatas, Houaras, Meknassas, Maghraouas et Banou Ifren tous originaire des Aurès région voisine du Ouarsenis et berceau de la civilisation Zénètes en Afrique du Nord. Le célèbre historien Ibn Khaldoun place le Maghreb central comme étant « le pays des Zénètes » entre la Moulouya à l'ouest et les Kabyles, et les Aurès à l'est,
En 1067 de notre ère, Al-Bakri plaçait des Meknassas au nord de la nouvelle Tahart, ce qui correspond à l'extrémité occidentale de l'Ouarsenis, habité par le groupe berbère Zénètes des Aït-Ouragh.
Un siècle après, Al Idrissi plaçait des Meknassas dans l'Ouarsenis. Enfin, de nos jours, nous retrouvons encore une tribu de Meknassas chez les Beni Ouragh c'est-à-dire à la place où les deux écrivains arabes avaient signalé sa présence. 
Le gros bourg d'Inkerman s'élève près du confluent du Chélif et de l'Oued Rhiou, qui plus haut vivent encore des Berbères amazigh les Beni Ouragh, ayant conservé des mœurs et des institutions analogues semblable à celles des Kabyles du Djurdjura. 

### Les Tribus
les Meknassas (en berbère : ⵉⵎⴽⵏⴰⵙⵏ , Imeknasen ; en arabe : المكناسيون) étaient rattachés par as-Sābîq ibn Mâhmûd  à Semgan (leur ancêtre), fils de Yahia fils d'Ursetif père des Zwawa et des Zwagha, dont on trouve encore une fraction dans la commune mixte d'Ammi Moussa, sur la route de Tiaret et la limite du Ouarsenis,. Ce fut du reste un Meknassa, Messala ibn Habbous, qui obtint du calife fatimide Ubayd Allah le gouvernement de Tiaret et du Maghreb central, très ancienne tribu berbère, les Meknassas au sud d'Ammi Moussa, établis dans cette région déjà au temps d'Ibn Khaldoun également dans la vallée de la Moulouya (frontière occidentale du Maghreb central), la tribu des Meknassas était très puissante, au IIIe siècle av. J.-C., elle portait le nom de Macanitae, (en Grec ancien : Μακανῖται) durant l'ère du Royaume berbère de Maurétanie.
les Matmatas (en berbère : ⵉⵎⴰⵜⵎⴰⵜⴻⵏ , Imatmaten ; en arabe : مطماطة) , le nom exact de cette tribu est « ilisen » (en arabe : يلسن) et elle se rattache à un ancêtre éponyme. Ilisen, un des quatre fils de Loua, fils de matmat,, c'est sans doute cette tribu que désigne Ibn Khaldoun quand il dit : « un débris des Matmatas habite aujourd'hui (XIVe siècle) le Ouarsenis ; elle s'y réfugia à l'époque où les Aït-Toudjin, peuple zénatien, lui enlevèrent le territoire de Mîndas, c'est maintenant une peuplade soumise à l'impôt » , il existe d'ailleurs des Matmatas dans la commune mixte d'Ammi Moussa où ils s'étaient installés de bonne heure, suivant Ibn Khaldoun et où ils guerroyaient  au temps de Badis Ben Mansour et de Hammad ibn Bologhine au commencement du XIe siècle de notre ère (Ve siècle de l'hégire)
les Maghrawas (en berbère : ⵉⵎⵖⵔⴰⵡⵏ, imeghrawen ; en arabe : المغراويون) , présente une grande tribu zénète dans le nord du Ouarsenis, les Sendjas sont un rameau des Maghrawas , au IIIe siècle av. J.-C., elle portait le nom de Macurebi,  (en Grec ancien : Μακρόβιοι) durant l'ère du Royaume berbère de Maurétanie.
les Aït Ifren (en berbère : ⴰⵜ ⵢⴼⵔⵏ , Ath Yefren ; en arabe : الإفرنيون) formaient le groupe prépondérant et ne s'était pas encore introduit au Maghreb el-Aqsa, dans l'Ouarsenis, leurs tribus est demi sédentaires.
les Houaras (en berbère : ⵏⴻⵓⵡⴰⵔⴻⵏ , Ihuwwaren ; en arabe : هوارة) venus avec les Rostémides (Banu Rustam) dans la région et occupent les environs de Tiaret.

### Apport arabe
Pour la première fois, l'invasion des Banu Sulaym et Banu Hilal (dont les Banu Suwayd),, du XIe siècle (en 1087) « implanta » des tribus arabes dans le pays (...) Dans le plat-pays, explique-t-il plus loin, les deux populations Arabes et Berbères fusionnèrent sur la base de l'identité du mode de vie, « Bédouin », et à l'avantage de la langue arabe. Au contraire, soustraits à cette « bédouinisation », les montagnards sédentaires continuèrent leur existence de planteurs d'arbres et modestes laboureurs.
Certains d'entre eux sont d'ascendance arabe, un fond berbère intimement mêlè aux apports arabes dont certaines familles sont Chérifiennes notamment les Al-Akhdari. 
Un peuplement fort ancien, qu'il s'agisse du passé lointain ou récent, un grand mystère continue.

### Lignée ancestrale
Ibn Khaldoun, qui a développé cet aspect, écrit dans son livre Histoire des Berbères : « les Berbères sont les fils de Canaan, fils de Cham, fils de Noé... Leur aïeul se nommait “ Mazighi ”...» ; plus tard Al Idrissi reprend cette théorie et dès lors l'hypothèse d'une origine yéménite paraît confirmée.

## Liste des 23 âarch de la tribu de Aït-Ouragh
1. Ammi-Moussa.
2. Douar Touares
3. Douar Ouled-Sabeur
4. Douar Ouled-Izmeur
5. Douar Ouled-Bou-Ikni
6. Douar Ouled-Moudjeur
7. Douar Ouled-Yaich
8. Douar Ouled-Bouriah
9. Douar Marioua
10. Douar Ouled-El-Abbès
11. Douar Menkoura (Ouled-Ali)
12. Douar Ouled-Deflten
13. Douar Adjama
14. Douar Meknassa
15. Douar Chekala
16. Âarch Ouled-Bakhta
17. Âarch Matmata
18. Âarch Halouia -Cherraga
19. Âarch Halouia-Gheraba
20. Âarch Keraich-Cherrag
21. Âarch Keraich-Gheraba
22. Âarch Ouled-Berkane
23. Âarch Maacem

## Personnalité
- al-Hassan al-Wansharisi né en 1324 était un Savant Musulman, Juge et Juriste appartenant à la tribu.

- Ahmad al-Wansharisi né en 1430 était un théologien musulman appartenant à la tribu.

- Muhammad Ibn al-Hadj al-Wansharisi né en 1765 était un Caïd puis Agha appartenant à la tribu.

- Boumaâza Muhammad Ibn Waddah al-Wansharisi né en 1822 était un résistant durant la colonisation française appartenant au rattachement de la tribu.
- Cheikha Remitti née en 1923  à Tessala (Sidi Bel Abbès), Rimitti est d'origine ouarghienne de la région de Ammi Moussa.
- Boudalia Djillali, contrôleur général de police, né en 1966, directeur des Renseignements Généraux au ministère de l'intérieur Algérien, (2014-2018) est natif de la commune de Ammi Moussa.